# Stadtbibliothek Neukölln
Die Stadtbibliothek Neukölln ist ein öffentliches Bibliothekssystem in Trägerschaft des Bezirksamtes Neukölln, Abteilung Bildung, Schule, Kultur und Sport Fachbereich Bibliotheken. Die Verwaltung befindet sich in der Helene-Nathan-Bibliothek. Die Bibliothek weist einen Medienbestand von 266.647 auf, die im Jahr 2022 von 378.050 Besuchern etwa 1,4 Millionen Mal entliehen wurden. Darüber hinaus organisierte die Bibliothek im gleichen Zeitraum 1296 Veranstaltungen, Führungen und Ausstellungen.

## Geschichte
Bereits 1894 entstand durch den Lehrer Wilhelm Kluke im Keller einer Gemeindeschule in Rixdorf (heute Neukölln) eine öffentliche Ausleihe mit 700 Büchern. 1906 übernahm die Gemeinde Rixdorf die Bücherei, die bereits 4500 Bände umfasste, und stetig erweitert wurde. In der damaligen Bergstraße, heute Karl-Marx-Straße, wurden neue Räume bezogen. 1914 konnte die Bibliothek in das Gebäude des Stadtbades mit Bibliothek in der Ganghoferstraße umziehen. 1921 übernahm Helene Nathan (1885–1940) die Bibliotheksleitung und baute den Bestand trotz finanzieller Probleme kontinuierlich aus. Ihr besonderes Interesse galt der Jugendbibliotheksarbeit. Aufgrund ihres politischen Engagements und ihrer jüdischen Herkunft wurden Nathan und andere Mitarbeiter im März 1933 nach der Machtübernahme Hitlers mit sofortiger Wirkung beurlaubt und am 20. August desselben Jahres gekündigt. In der Bücherei sortierte man mehr als 5000 Bände unerwünschter Literatur in eine „Sperrbücherei“ aus und ersetzte sie durch „nationalsozialistisches Schrifttum“.
Nach Kriegsende wurden die Bestände hiervon gesäubert und die alten Bestände, die vorher in der Sperrbücherei aussortiert waren, wieder verfügbar gemacht. In den 1960er Jahren konnte der Neubau in der Erlanger Straße bezogen werden, in dem nun die Erwachsenen-, Musik- und Jugendbibliothek unter einem Dach untergebracht wurden. 1989 erhielt die Hauptbibliothek in der Erlanger Straße den Namen Helene-Nathan-Bibliothek zum Gedenken an die von den Nazis in den Selbstmord getriebene Bibliotheksleiterin.

## Profil
Schwerpunkt ist schulische und berufliche Weiterbildung sowie der Spracherwerb. Dementsprechend gibt es in der Helene-Nathan-Bibliothek Angebote für Klassen der Sekundarstufe I zum Kennenlernen des Medienangebots und für die Klassenstufen 10 zur Vorbereitung auf den MSA. Hausaufgabenhilfe bis zur Sekundarstufe II gibt es von Montag bis Freitag. Das Lernzentrum mit seinen Angeboten richtet sich speziell an Schülerinnen und Schüler der Klassenstufen 7 bis zum Abitur. Für jede Klassenstufe werden spezielle Führungen / Veranstaltungen angeboten.

## Einrichtungen
Derzeit befinden sich vier verschiedene Einrichtungen im ganzen Bezirk verteilt.
| Name                                                              | Adresse                           | Ortsteil     | Namensgeber       | Bestand | Bild |
| ----------------------------------------------------------------- | --------------------------------- | ------------ | ----------------- | ------- | ---- |
| Bezirkszentralbibliothek Helene-Nathan-Bibliothek                 | Karl-Marx-Straße 66, 12043 Berlin | Neukölln     | Helene Nathan     | 180.000 |      |
| Stadtteilbibliothek Britz Süd Margarete-Kubicka-Bibliothek        | Gutschmidtstraße 33, 12359 Berlin | Britz        | Margarete Kubicka | 042.000 |      |
| Stadtteilbibliothek im Gemeinschaftshaus Gertrud-Junge-Bibliothek | Bat-Yam-Platz 1, 12353 Berlin     | Gropiusstadt | Gertrud Junge     | 037.000 |      |
| Stadtteilbibliothek Rudow Gertrud-Haß-Bibliothek                  | Alt-Rudow 45, 12357 Berlin        | Rudow        | Gertrud Haß       | 035.000 |      |

Die Stadtbibliothek Neukölln nimmt am Verbund Öffentlicher Bibliotheken Berlins (VÖBB) teil und ist an den bundesweiten Fernleihverkehr angeschlossen.

## Bibliotheksumzüge oder -neubauten

### Neukölln

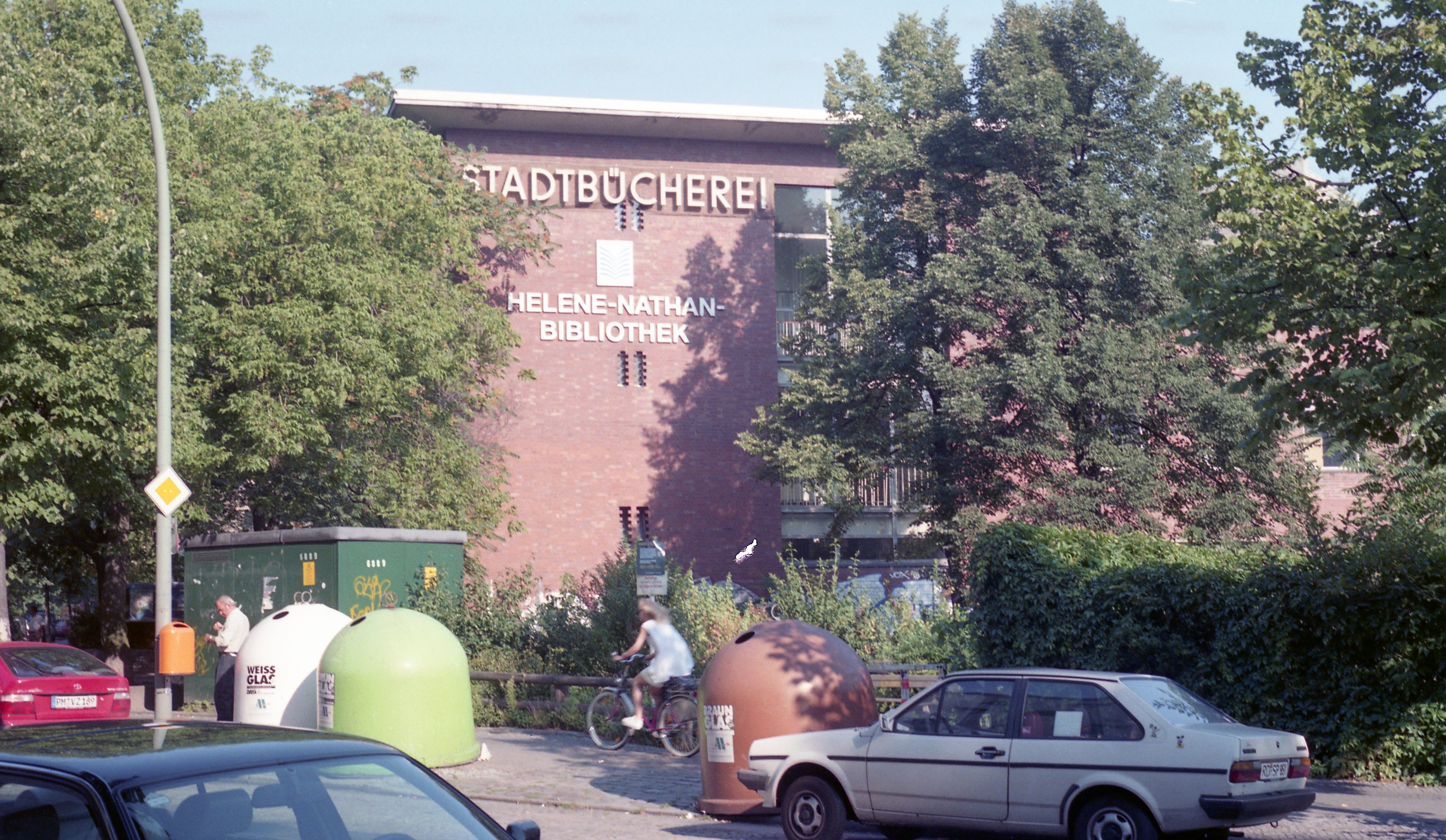
Ehemaliger Standort der Helene-Nathan-Bibliothek in der Erlanger Straße

Auf dem Grundstück der Bibliothek an der Erlanger Straße wurden ab 1997 die Neukölln Arcaden gebaut, weshalb die Bibliothek während der Bauzeit in ein Ausweichquartier nach Kreuzberg ziehen musste. Die Bibliothek bezog im Jahr 2000 die beiden oberen Etagen in dem neuen Einkaufszentrum.

### Rudow

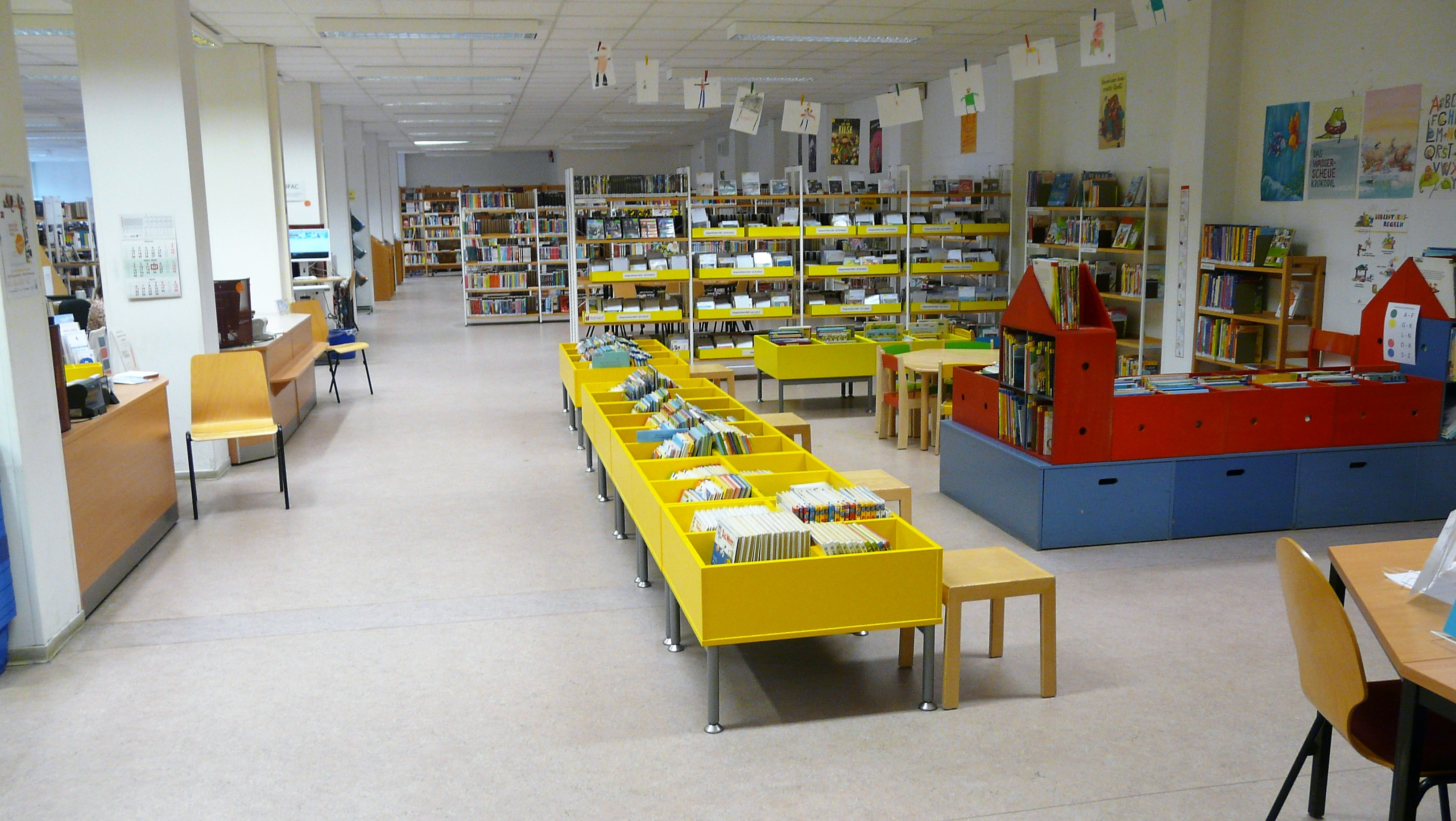
Standort der Rudower Bibliothek bis 2021

Zwischen Juli 2016 und September 2021 entstand in Alt-Rudow 45 der Neubau der Stadtteilbibliothek Rudow nach den Plänen des Architekten Wieland Vajen. Die Bibliothek ist für 70.000 Besucher und rund 150.000 Entleihungen im Jahr ausgelegt und soll im Garten ein Lesecafé erhalten. Der Eröffnungstermin war zunächst für Mitte 2018 geplant, musste aber mehrmals verschoben werden. Der Bau war teilweise ein Ausbildungsprojekt des Spandauer Oberstufenzentrums für Bautechnik, dessen Schüler einen Teil der Arbeiten ausführten.
Da es immer wieder zu Verzögerungen kam, stellte das mit der Anlagen- und Sicherheitstechnik beauftragte Unternehmen seine Arbeiten im Dezember 2018 ein und kündigte den Vertrag. Auf Grund dessen mussten die Arbeiten neu ausgeschrieben und ein neues Unternehmen beauftragt werden, wodurch es zu erheblichen Mehrkosten kam.
Schließlich konnte der Bibliotheksneubau am 17. September 2021 durch Bezirksbürgermeister Martin Hikel und Bildungsstadträtin Karin Korte eröffnet werden. Er trägt den Namen Gertrud-Haß-Bibliothek nach der ehemaligen Neuköllner Stadtverordneten der SPD Gertrud Haß (1881–1950), die sich für die Verbesserung der Bildungsmöglichkeiten von Kindern, Arbeitern und Frauenrechte einsetzte. Die Baukosten stiegen von ursprünglich geplanten 2 Millionen auf 3,2 Millionen Euro.

## Medien
Der Medienbestand betrug 2018 296.697 Medieneinheiten mit einem großen Anteil an DVDs und Hörbüchern. In einem eigenen Sprachzentrum gibt es fremdsprachige Medien zum Erlernen der deutschen oder einer anderen Sprache. Ebenso verfügt die Bibliothek über ausleihbare E-Book-Reader, elektronische und herkömmliche Spiele und eine Vielzahl von Zeitungen und Zeitschriften in mehreren Sprachen, die aber nicht ausleihbar sind.
Die Musikbibliothek in der Helene-Nathan-Bibliothek bietet einen differenzierten Medienbestand von ca. 43.000 Medieneinheiten, darunter neben dem stark frequentierten Bestand der CDs, DVDs und CD-ROMs ein umfangreiches Angebot von praktischen Notenausgaben, Partituren, Klavierauszügen und Instrumentalschulen.

## Kooperationspartner
- Das Alpha-Bündnis Neukölln veranstaltet einmal im Monat in Zusammenarbeit mit dem LernLaden Neukölln eine Bibliotheksführung um Erwachsene mit geringen Schriftsprachkompetenzen Zugang zu Büchern zu ermöglichen.[6][7]
- Einmal monatlich führt der LernLaden Neukölln eine kostenlose Beratung zu den Themen Lesen Lernen, Schulabschluss, Weiterbildung, Berufseinstieg und Deutsch Lernen durch.